# Mystus oculatus
Mystus oculatus és una espècie de peix de la família dels bàgrids i de l'ordre dels siluriformes.

## Morfologia
Els mascles poden assolir els 15 cm de longitud total

## Distribució geogràfica
Es troba a l'Índia: Kerala i Tamil Nadu.